# 高桥镇 (杭州市)
高桥镇，中国浙江省西北部杭州市富阳区以前下辖的一个镇，2013年6月并入新成立的银湖街道。	

## 辖区
该镇辖有：上陈村、泗洲村、唐家坞村、沈家坞村、高桥村、郜村、观前村、勤丰村、勤乐村、坑西村、洪庄村、千家村、大地村、新生村、杜墓村、金竺村。